# 讓·德·維埃納
讓·德·維埃納（法語：Jean de Vienne，1341年—1396年9月25日），是英法百年戰爭時期，法蘭西王國的騎士、將領及海軍上將。

## 早年
讓·德·維埃納出生在弗朗什─孔泰地區的多勒。身為一名貴族，他在19歲參軍，並在21歲時受封為騎士。

## 軍旅生涯

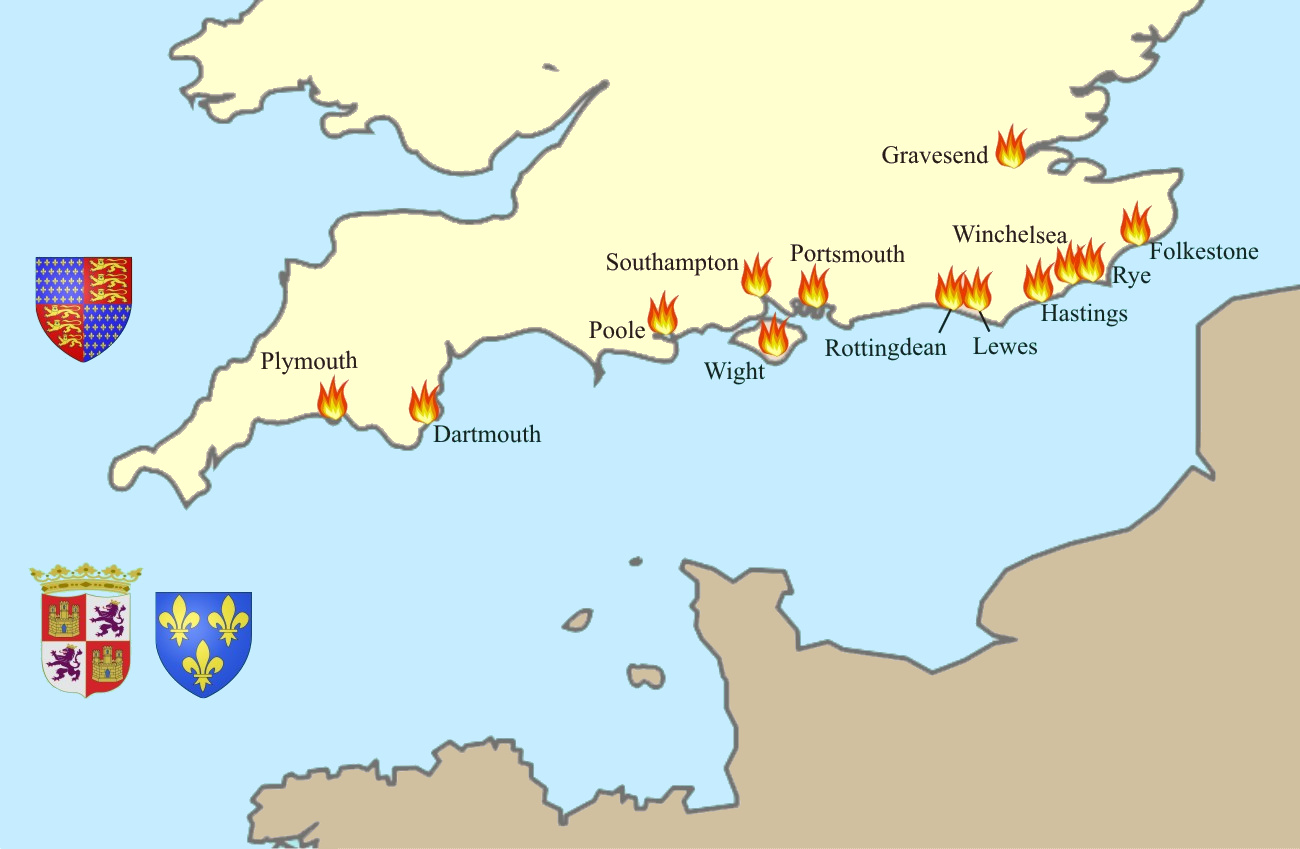
1374─80年，法蘭西海軍上將維埃納與卡斯提爾海軍上將托瓦聯合侵襲英格蘭南岸。

24歲時，維埃納成為弗朗什─孔泰將軍。1373年受法王查理五世任命為法蘭西海軍上將。他帶著決心對法蘭西海軍進行大改革，開啟一系列建造計畫，創立高效能岸防隊、海巡隊，在海岸線上設立巡查哨、並發行建造與出售船隻的許可證。
讓·德·維埃納是第一個認識到只有靠海軍行動才能嚴重打擊英軍的人，為此他向法王呈請大量資源，並組織多次討伐隊攻擊懷特島與英格蘭南岸港口。
1381年到1385年間，維埃納在法兰德斯鎮壓叛亂，在羅斯貝克戰役擊潰叛軍。為了達成威脅英格蘭的目的，1385年他率180艘船的艦隊率軍登陸蘇格蘭，協助蘇格蘭王國入侵英格蘭，然而戰敗被迫撤軍。
查理六世繼承法蘭西王位後不在乎海軍事務，使得法蘭西海軍逐漸衰敗。對此感到失望的維埃納加入了巴巴里十字軍，幫助匈牙利國王西吉斯蒙德對抗鄂圖曼土耳其。結果在1396年9月25日，於保加利亞的尼科波利斯戰役中戰死。

讓·德·維埃納的徽章

## 傳承
法國海軍曾有數艘船艦以讓·德·維埃納之名命名，其中最具代表性的兩艘船艦是：
- 拉加利索尼埃級輕巡洋艦讓·德·維埃納號，1937年完工，1942年11月於法國艦隊土倫自沉事件被鑿沉。
- F70喬治·萊格級巡防艦（英语：Georges Leygues-class frigate）讓·德·維埃納號，1984年完工，2019年1月9日於土倫除役[3]。